# President de Dominica
El President de Dominica  és el Cap d'Estat de Dominica. El càrrec fou creat en 1978.
Aquesta és la llista dels presidents de Dominica.
| Nom                         | Inici del govern       | Fi del govern          |
| --------------------------- | ---------------------- | ---------------------- |
| Louis Cools-Lartigue        | 3 de novembre de 1978  | 16 de gener de 1979    |
| Fred Degazon                | 16 de gener de 1979    | 25 de febrer de 1980   |
| Jenner Armour               | 21 de juny de 1979     | 25 de febrer de 1980   |
| Aurelius Marie              | 25 de febrer de 1980   | 19 de desembre de 1983 |
| Clarence Augustus Seignoret | 19 de desembre de 1983 | 25 d'octubre de 1993   |
| Crispin Anselmo Sorhaindo   | 25 d'octubre de 1993   | 5 d'octubre de 1998    |
| Vernon Shaw                 | 6 d'octubre de 1998    | 1 d'octubre de 2003    |
| Nicholas Liverpool          | 2 d'octubre de 2003    | actualitat             |